# Rosecroft
Rosecroft  es un edificio histórico ubicado en San Diego, California.  Rosecroft se encuentra inscrito  en el Registro Nacional de Lugares Históricos desde el 22 de septiembre de 2003. 

## Ubicación
Rosecroft se encuentra dentro del condado de San Diego en las coordenadas 32°41′51″N 117°14′44″O / 32.6975, -117.245556.